# West Winfield
West Winfield – wieś w Stanach Zjednoczonych, w stanie Nowy Jork, w hrabstwie Herkimer.